# Капски делфин
Капски делфин (лат. Delphinus capensis) је врста сисара из породице океанских делфина (Delphinidae) и парвореда китова зубана (Odontoceti). 

## Угроженост
Подаци о распрострањености ове врсте су недовољни.

## Распрострањење
Ареал капског делфина обухвата топле воде Атлантског и Индијског океана и Јужнокинеско и Јапанско море.